# Mario Terzaghi
Mario Terzaghi (Firenze, 13 luglio 1915 – Milano, 26 dicembre 1998) è stato un architetto e designer italiano.

## Biografia

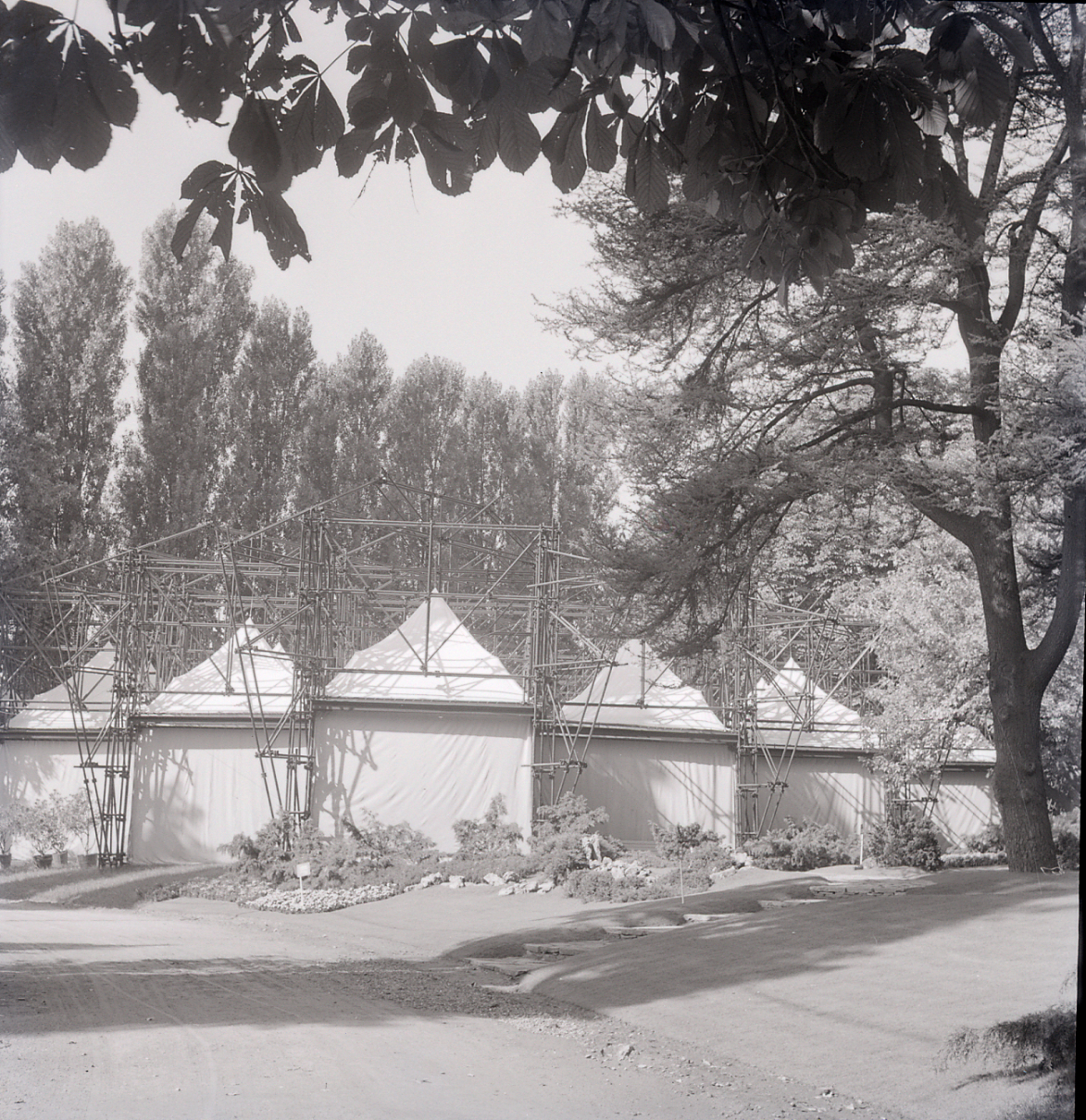
X Triennale di Milano, Padiglione dei Fiori, esterno. Foto di Paolo Monti, 1954

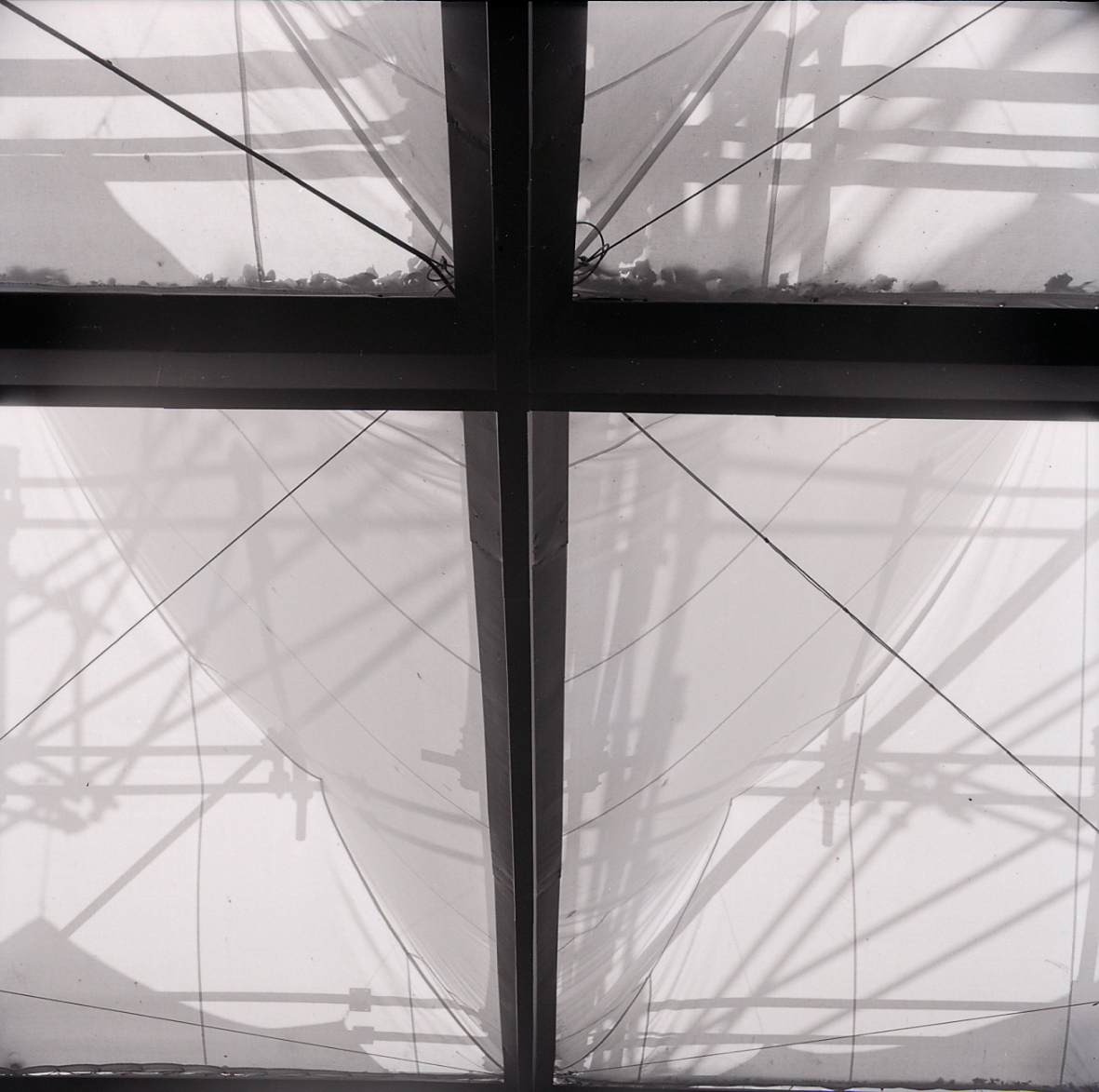
X Triennale, Padiglione dei Fiori, dettagli della tensostruttura. Foto di Paolo Monti, 1954

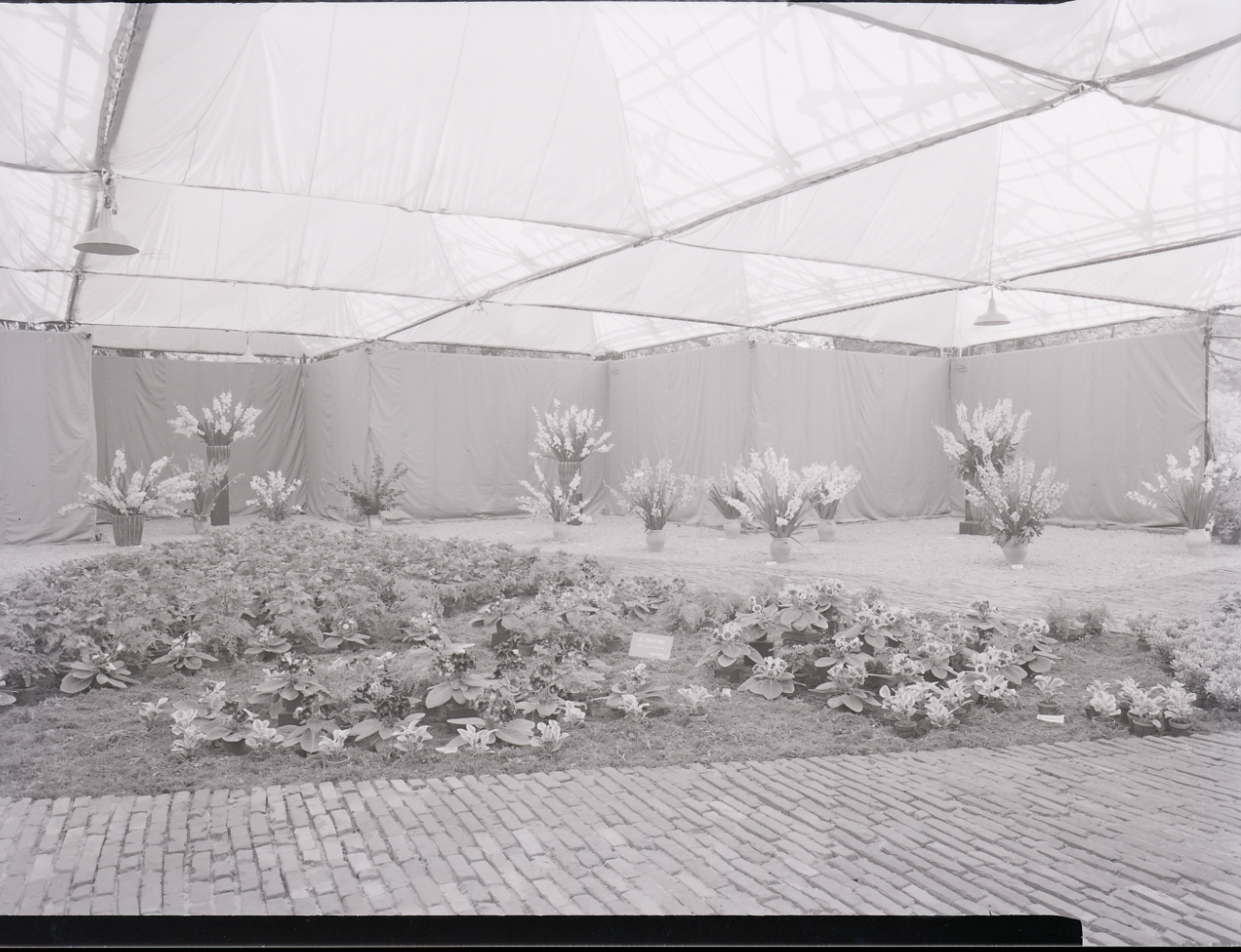
X Triennale, Padiglione dei Fiori, interni. Foto di Paolo Monti, 1954

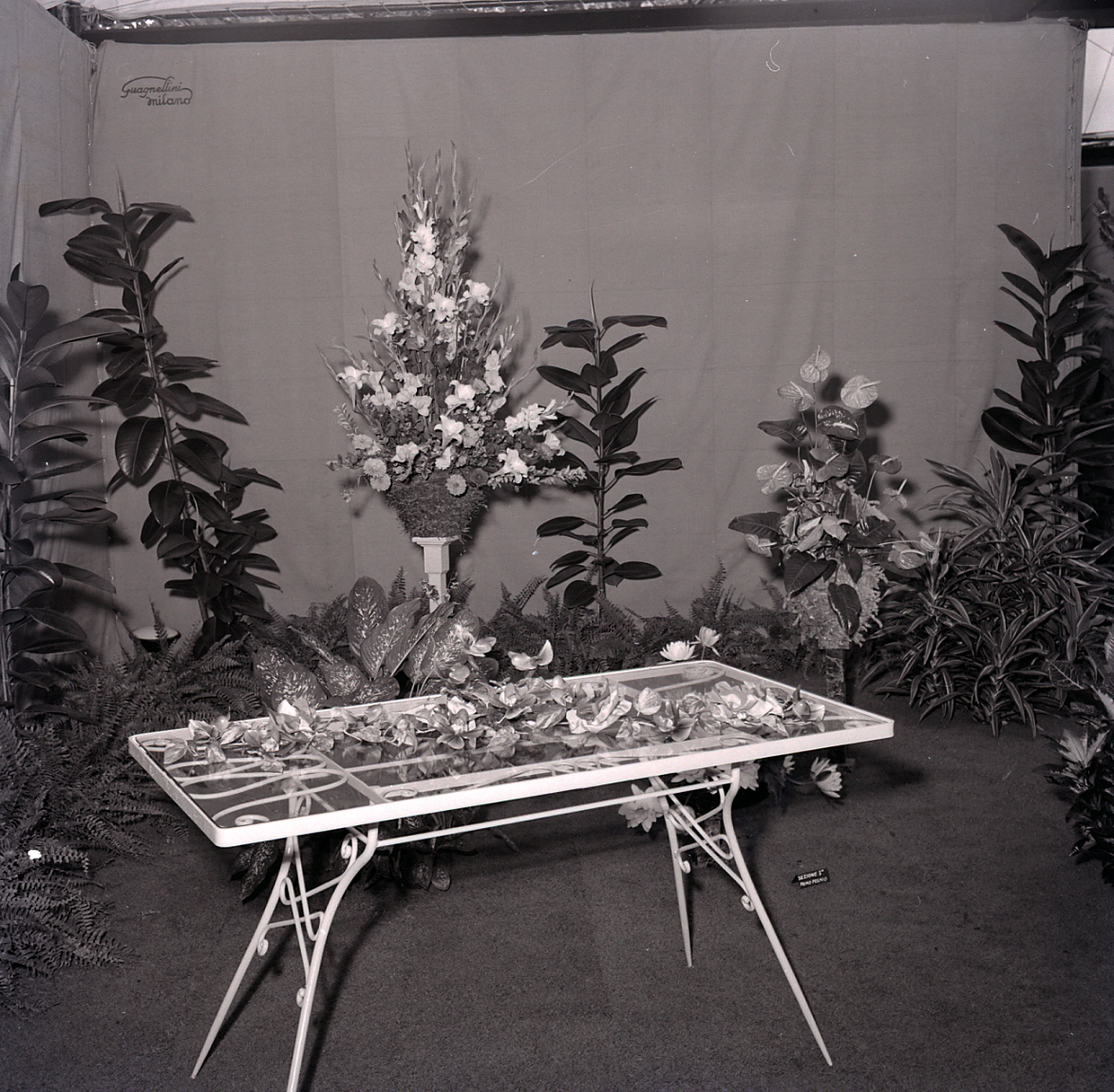
X Triennale, Padiglione dei Fiori, interni, allestimento con composizioni floreali. Foto di Paolo Monti, 1954

Mario Terzaghi, nato a Firenze nel 1915, si trasferisce a Milano nel 1926 dove si laurea presso la facoltà di Architettura del Politecnico nel 1939. Suo compagno di studi è Augusto Magnaghi, non solo amico, ma anche socio nello studio che condivideranno fino alla prematura morte di quest'ultimo, avvenuta nel 1963.
La sua opera attraversa momenti significativi per la storia dell'architettura e del design italiano: dalla formazione in ambito razionalista - con apprendistato presso il famoso studio di Giuseppe Terragni e Pietro Lingeri - concretizzatasi nel 1939 nella Casa dei nidi a Fino Mornasco, alla partecipazione ai tardi fermenti futuristi, alla successiva e costante collaborazione con Augusto Magnaghi e, talvolta, con lo stesso Lingeri.
A partire dagli anni cinquanta, Terzaghi e Magnaghi, lavorano per l'INA-Casa a Fagnano Olona, Gemonio, Orago, Magenta e Monza. In questi anni si dedicano anche ad allestimenti e mostre - il Padiglione dei Fiori alla X Triennale di Milano - e allo studio di oggetti di design, tra cui la maniglia Bica per la Ditta Olivari e diversi arredi per la FGB Italia; le cucine componibili per la Saffa vincono il Compasso d'Oro.
Le scuole realizzate nel Quartiere Feltre e alla Bovisasca, i numerosi poliambulatori dell'INAM a Milano e in provincia – tra cui si distingue la struttura di piazzale Accursio (1957-1960) -, nonché l'edificio per la Bica-Montecatini in via San Giovanni sul Muro, sono tra i progetti più significativi dei due architetti negli anni successivi.
Mario Terzaghi lega il suo nome anche alla realizzazione di importanti quartieri milanesi del dopoguerra - il QT8, il quartiere Feltre e la Bovisasca -, impegnandosi nello studio e sviluppo di temi dedicati all'edilizia popolare, scolastica, religiosa e sanitaria. Le scuole realizzate nel quartiere Feltre e alla Bovisasca, nonché l'edificio per la Bica-Montecatini in via San Giovanni sul Muro, sono segnalati nel Censimento di architetture a Milano e provincia 1945-2000 promosso dalla Direzione Generale per l'Architettura e l'Arte Contemporanee del Ministero per i Beni e le Attività Culturali. Si specializza successivamente nella costruzione di ospedali, come quello di Magenta (Pavia).
Dopo la morte dell'amico e collega Magnaghi, Mario Terzaghi intraprende l'oneroso intervento di progettazione del CAMM, Consorzio autostazione merci Milano, che raggruppa numerose ditte di autotrasportatori con l'obiettivo di ottimizzarne i servizi, costruendo un unico punto di raccolta e smistamento. Negli ultimi anni fu affiancato nella sua attività da Rodolfo Vettorello (Castelbaldo, 1937), con cui, tra l'altro, realizzò edifici scolastici a Desio e Casalpusterlengo, i centri sportivi di Casalpusterlengo e di Lissone e ville per la committenza privata. Muore a Milano nel 1998.

## Archivio
Dopo la scomparsa dell'architetto i progetti, conservati presso la residenza di campagna, sono stati donati dalla signora Rina Terzaghi in memoria del marito al CASVA (Centro di Alti Studi sulle Arti Visive) del Comune di Milano nel maggio del 2004.
La documentazione conservata nel Fondo Mario Terzaghi permette di conoscere l'attività dell'architetto Terzaghi, sia sotto il profilo storico sia tecnico.

## Opere
Progetti principali.

### Concorsi di architettura e urbanistica
[1936] Concorso nazionale per l'applicazione del cristallo Securit
- 1938 Concorso per la sede dell'Unione fascista dei lavoratori dell'industria, Como
- 1960 XII Triennale di Milano, Snam Progetti, concorso per lo studio di elementi industrializzati per l'edilizia scolastica dell'ordine elementare
- [1961] Concorso internazionale per la Toronto City Hall, Toronto (Canada)
- [1962] Concorso-appalto, progetto di massima dell'aeroporto, Lagos (Nigeria)

### Edifici per abitazioni
- 1939 Edificio per abitazioni, Fino Mornasco (CO)
- [1941-1944] Edifici d'abitazione VE.DE.ME., via De Sanctis 20, Milano
- [1948] Casa prefabbricata al quartiere Qt8, via Sant'Elia, Milano
- [1950] Quartiere residenziale per la cartiera Vita Mayer, Cairate (VA)
- [1950] Case per i dipendenti della cartiera Vita Mayer, Lonate Ceppino (VA)

### Edilizia residenziale convenzionata
- 1950 INA-Casa, progetto Ina 4
- [1951] INA-Casa, edifici per abitazioni, Cassano Magnago (VA)
- 1951 INA-Casa, edifici per abitazioni, Fagnano Olona (VA)
- [1951] INA-Casa, edifici per abitazioni, Gemonio (VA)
- 1951 INA-Casa, edificio per abitazioni, Jerago con Orago (VA)
- 1952 INA-Casa, edifici per abitazioni, Monza
- 1953 INA-Casa, edifici per abitazioni, Magenta (MI)
- [1953] INA-Casa, edificio per abitazioni, Belgioioso (PV)
- [1954]-1955 Iacp Pavia, edifici per abitazioni, Casorate Primo (PV)
- [1954- 1960] Fabbricato n. 46, quartiere Iacp Comasina, Milano
- 1955 Iacp Pavia, edifici per abitazione, Mortara (PV)
- 1960 INA-Casa, edificio per abitazioni al quartiere Feltre, Milano
- 1963 Quartiere Gescal Cascina Scala e CineTeatro Cesare Volta, Pavia
- 1963-1964; 1966 Progetto di quartiere residenziale ex legge 167, Muggiano (MI)
- 1975-1976 Eca-Peep, comprensorio Nord, edifici A1, A2 e negozi, Desio (MI)

### Edifici per l'istruzione
- [1955] Scuola elementare, Jerago con Orago (VA)
- 1961 Scuola elementare, quartiere INA-Casa Feltre, Milano
- 1973-1975 Centro scolastico Nord, Scuola elementare, Desio (MI)
- [1973]-1976 Centro scolastico Nord, Asilo nido, Desio (MI)
- 1973-1974 Centro scolastico Nord, Scuola media, Desio (MI)
- 1973-1974 Centro scolastico Nord Palestre, Desio (MI)
- 1974 Scuola materna Ducatona, Casalpusterlengo (LO)
- 1974 Scuola materna Repubblica, Casalpusterlengo (LO)

### Ospedali e strutture sanitarie
- 1949; 1951; 1959 Ospedale civile, Ivrea (TO)
- 1957-1958 Inam, sezione territoriale e poliambulatorio, via Cerretti, Laveno Mombello (VA)
- 1957-1960 Inam, sezione territoriale e poliambulatorio, piazzale Accursio 7, Milano
- 1959-1960 Inam, sezione territoriale e poliambulatorio, via Stromboli 19, Milano
- 1960 Inam, poliambulatorio, viale Trento e Trieste, Cremona
- 1963 Inam, sezione territoriale e poliambulatorio Milano-Loreto, via Andrea Doria, 52, Milano
- 1963; 1965-1969; 1970 1980-1981; 1983 Nuovo Ospedale civile "G. Fornaroli", Magenta (MI)
- 1963-1964; 1968 Inam, sezione territoriale e poliambulatorio Milano-Ticinese, via Emilio Gola, Milano
- 1967-1970 Inam poliambulatorio, Cernusco sul Naviglio (MI)

### Edifici per l'industria
- [1959] Cartiera Vita Mayer, Cairate (VA)
- 1964-1971; 1981-1984 Camm Consorzio autostazione merci Milano, via Fantoli, via Monluè, Milano

### Allestimenti e mostre
- [1954] X Triennale di Milano, Padiglione del Fiore, Milano
- [1956] Ice, Padiglione italiano presso la Fiera di Karachi (Pakistan)

### Disegno industriale
- [1955] Divano Bilux e poltrona, produzione Fgb (Gruppo industriale Busnelli spa)
- [p. 1955] Divano letto, produzione Fgb (Gruppo industriale Busnelli spa)
- [p.1955] Divano e poltrona con intelaiatura in metallo, produzione Fgb (Gruppo industriale Busnelli spa)
- [c.1955] Letto con testiera imbottita, produzione Fgb (Gruppo industriale Busnelli spa)
- [1955-1956] Poltrona Maxia, produzione Fgb (Gruppo industriale Busnelli spa)
- [1955-1956] Poltrona girevole, produzione Fgb (Gruppo industriale Busnelli spa)
- [p. 1955] Salotto Talia, produzione Fgb (Gruppo industriale Busnelli spa)